# Кашурин, Павел Иванович
Па́вел Ива́нович Кашу́рин (17 [30] марта 1915, станица Курчанская — 31 мая 1994, там же) — старший сержант Рабоче-крестьянской Красной Армии, участник Великой Отечественной войны, Герой Советского Союза (1943).

## Биография
Павел Кашурин родился 17 (30) марта 1915 года в станице Курчанская (ныне — Темрюкский район Краснодарского края). Получил начальное образование, после чего работал трактористом. В 1937 году Кашурин был призван на службу в Рабоче-крестьянскую Красную Армию. Участвовал в боях на Халхин-Голе. С 1941 года — на фронтах Великой Отечественной войны. К сентябрю 1943 года старший сержант Павел Кашурин командовал отделением 6-го отдельного моторизованного понтонно-мостового батальона 1-й понтонно-мостовой бригады Степного фронта. Отличился во время битвы за Днепр.
В конце сентября 1943 года отделение Кашурина принимало активное участие в переправе через Днепр в районе села Переволочна (ныне — Светлогорское Кобелякского района Полтавской области Украины) танковых и артиллерийских частей 37-й армии. Благодаря действиям Кашурина эти части во время переправы не имели потерь в личном составе и технике.
Указом Президиума Верховного Совета СССР от 20 декабря 1943 года за «образцовое выполнение боевых заданий командования на фронте борьбы с немецкими захватчиками и проявленные при этом мужество и героизм» старший сержант Павел Кашурин был удостоен высокого звания Героя Советского Союза. В 1945 году вступил в ВКП(б).
После окончания войны Кашурин был демобилизован. Проживал и работал в Курчанской. Скончался 31 мая 1994 года.

### Семья
Дочь — Тамара Павловна Захарова.

## Награды
- медаль «За оборону Сталинграда» (22.12.1942)[4]
- звание Героя Советского Союза с вручением ордена Ленина и медали «Золотая Звезда» (№ 1504)[2][3]
- орден Отечественной войны 1-й степени (6.4.1985)[1]
- орден Красной Звезды (6.5.1945)[4].

## Память

Бюст П. И. Кашурина на аллее Славы города Темрюк

- В городе Темрюк на аллее Славы был установлен бюст П. И. Кашурина.

## Комментарии
1. 1 2  По другим данным — родился в селе Старая Мурава Нижнеломовского уезда Пензенской губернии (ныне — Нижнеломовского района Пензенской области).
 · Старая Мурава (Мурава). Населённые пункты Нижнеломовского района. Суслоны. Дата обращения: 23 октября 2018. Архивировано 26 ноября 2018 года.
 · Каблуков Ю. В. Листая прошлых лет страницы: (годы, события, факты в истории Нижнеломовского края). — Пенза: Областной издательский центр, 2015. — 93 с.
2. ↑  В наградном листе[2] указан год рождения 1916.